# Country Joe and the Fish
Country Joe and the Fish foi uma banda de rock e folk mais conhecida por seus protestos contra a Guerra do Vietnã de 1965 a 1970.
Os líderes do grupo eram o vocalista "Country" Joe McDonald (nascido em 1942 em Washington, D.C.) e o guitarrista Barry "The Fish" Melton (nascido em 1947 em Nova Iorque).
A banda era um exemplo dos primórdios da música psicodélica. O LP Electric Music for the Mind and Body foi bastante influente no começo das rádios FM americanas em 1967. O Country Joe and The Fish era regular nos Fillmore West e East, e tocaram com bandas como Jefferson Airplane, Grateful Dead, Quicksilver Messenger Service, Led Zeppelin e Iron Butterfly. Eles se apresentaram nos festivais de Monterey e Woodstock e em 1971 apareceram em um filme de faroeste como uma gangue fora-da-lei chamada de Crackers.
O  maior sucesso do Country Joe foi o hino antibelicista "I-Feel-Like-I'm-Fixin'-to-Die Rag", que nasceu junto com a banda mas só foi fazer sucesso depois da estréia do filme Woodstock em 1970.
Barry Melton hoje é defensor público, mas continua se apresentando na Califórnia e ocasionalmente em turnês pela Europa. 